# Benjamim Ucuahamba
Benjamim João Ucuahamba, detto Avó (Luanda, 27 aprile 1965), è un ex cestista angolano.

## Carriera
Con l'Angola ha disputato due edizioni dei Giochi olimpici (Barcellona 1992, Atlanta 1996), i Campionati mondiali del 1994 e cinque edizioni dei Campionati africani (1989, 1992, 1993, 1995, 1997).